# Amaro Labra
Amaro Jamil Jesús Labra Sepúlveda (Santiago, 25 de octubre de 1949) es un cantautor y político chileno. En 1976 fundó junto a su hermano Charles Labra el grupo Sol y Lluvia. Entre 2018 y 2022 se desempeñó como diputado por el Partido Comunista.

## Biografía
Es hijo de Mario Labra Jofré y Julia Sepúlveda Encina. Tiene estudios de administración de empresas en la Universidad de Chile. Contrajo matrimonio con Pilar Bassa Valenzuela. 
En 1975 fundó un taller de serigrafía en la comuna de San Joaquín, con el apoyo de los planes de fomento a la industria desarrollados entonces por la Iglesia Católica. En ese contexto se vinculó con la música y formó junto con su hermano, el grupo Antu Auka (Sol Rebelde en mapudungún). Le correspondió asumir la primera voz, la guitarra y algunas de las composiciones iniciales. Tres años después comenzó su carrera con Sol y Lluvia.

## Vida pública
Se desempeñó como vocalista y compositor de la agrupación, que nació en plena dictadura militar. Influenciado por la Nueva Canción Chilena, la banda entregó composiciones de protesta contra la dictadura como o «Adiós general» y «Un largo tour». Debido a esto fue detenido por los agentes de gobierno y su taller fue vigilado. Él y la banda participaron activamente por la opción NO en el plebliscito de 1988.
Se desempeñó como director de comunicaciones en el sello discográfico Alerce entre diciembre de 1994 y diciembre de 2003. 
Militante comunista, tras el retorno de la democracia se presentó en diversas elecciones populares sin lograr un cargo. En 2004 compitió por la alcaldía de Santiago en representación de Juntos Podemos, mientras que al año siguiente fue candidato a diputado por el Distrito 25 de La Granja, Macul y San Joaquín.
En noviembre de 2017 logró ser elegido diputado por el 12° Distrito, que comprende las comunas de La Florida, La Pintana, Pirque, Puente Alto, San José de Maipo dentro del pacto La Fuerza de la Mayoría. Obtuvo un 1,83 % de las preferencias, pero gracias a la gran votación de su compañera de lista, Camila Vallejo, ganó su escaño. Asumió el cargo el 11 de marzo de 2018 e integró las comisiones permanentes de Cultura, Artes y Comunicaciones; y de Medio Ambiente y Recursos Naturales. No logró la reelección en los comicios de 2021, por lo que finalizó sus funciones el 11 de marzo de 2022.

## Discografía

### Con Sol y Lluvia
- 1980: Canto + Vida (Autoedición).
- 1987: A desatar esperanzas (Edición independiente).
- 1988: + personas (Edición independiente).
- 1989: Testimonio de paz (Alerce).
- 1993: Hacia la tierra (Alerce).
- 2000: La vida siempre (Alerce).
- 2004: La conspiración de la esperanza (Universal).
- 2013: Clima humana (Mastér Media).

## Historial electoral

### Elecciones municipales de 2004
- Elecciones municipales de 2004, para la alcaldía de Santiago [3]

### Elecciones parlamentarias de 2005
- Elecciones parlamentarias de 2005, para el Distrito 25 (La Granja, Macul y San Joaquín), Región Metropolitana.[4]

### Elecciones parlamentarias de 2017
- Elecciones parlamentarias de 2017, candidata a diputada por el distrito 12 (La Florida, La Pintana, Pirque, Puente Alto y San José de Maipo):[5]

### Elecciones parlamentarias de 2021
- Elecciones parlamentarias de 2021, a Diputado por el distrito 12 (La Florida, La Pintana, Pirque, Puente Alto y San José de Maipo)[6]